# Variável proposicional (matemática)
Em lógica matemática, uma variável proposicional (também conhecida como variável sentencial ou letra sentencial) é uma variável que pode assumir valor verdade verdadeiro ou falso. Variáveis proposicionais são os elementos básicos das fórmulas proposicionais, usadas na lógica proposicional e em lógicas de maiores complexidades.
Fórmulas em lógica são tipicamente construídas recursivamente de algumas variáveis proposicionais, número de conectivos lógicos e quantificadores lógicos. Variáveis proposicionais são formulas atômicas da lógica proposicional. Na lógica proposicional, podemos definir as formulas, por exemplo:
- Toda variável é uma formula;
- Dado uma fórmula X, a negação, ¬X é uma formula;
- Dado uma fórmula X e uma formula Y, e um conectivo binário b (como a conjunção lógica ∧, por exemplo), então (X b Y) é uma formula. (Note o parênteses.)

Dessa forma, todas as formulas da lógica proposicional são construídas a partir das variáveis proposicionais com unidade básica. Variáveis proposicionais não devem ser confundida com meta-variáveis as quais aparecem nos típicos axiomas do cálculo proposicional; O último atua efetivamente sob fórmulas bem formadas.
Variáveis proposicionais são representadas como predicados nulos em lógica de primeira ordem.